# Ontario Power Generation

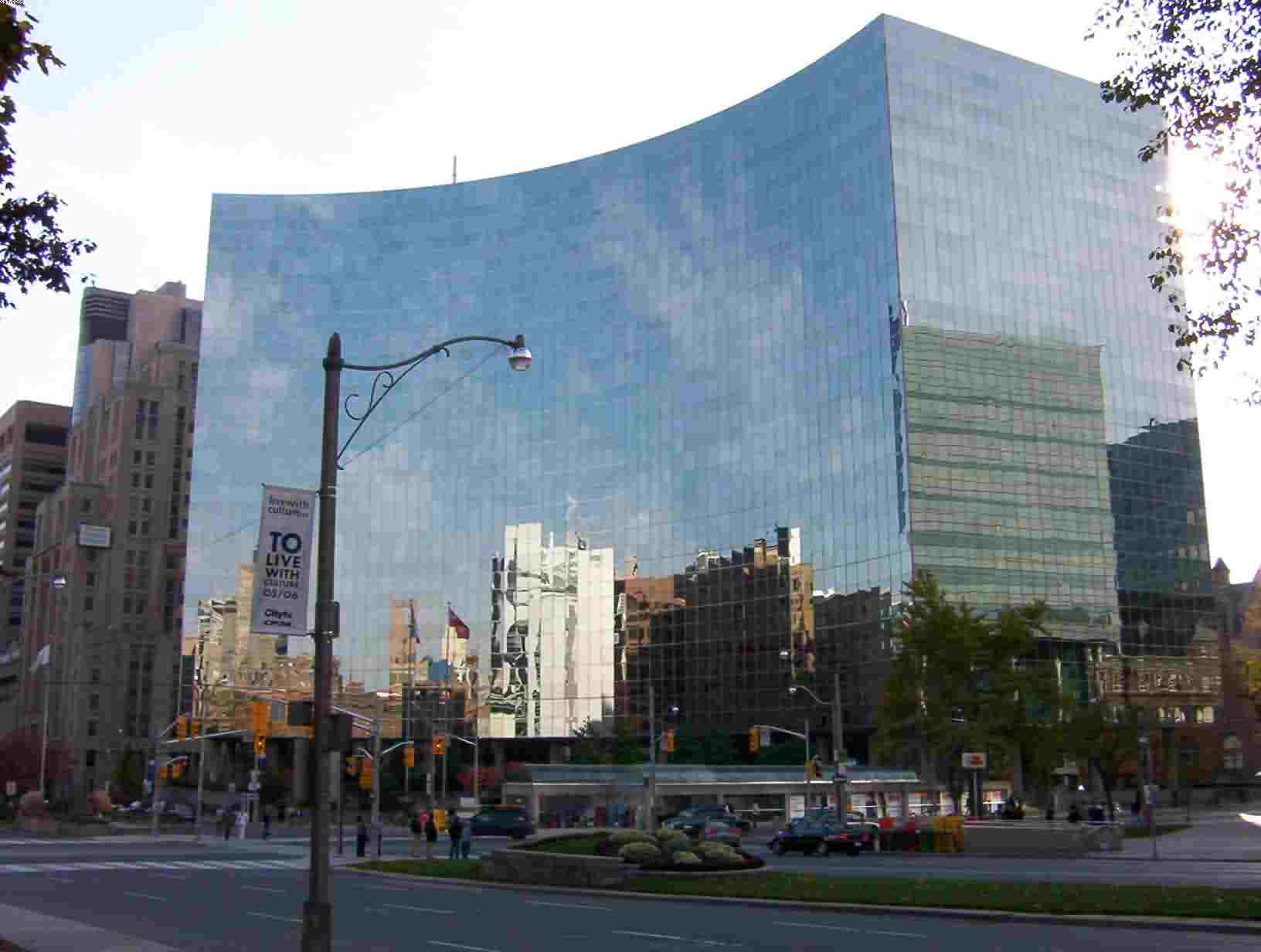
Företagets huvudkontor i Toronto.

Ontario Power Generation (OPG) är ett kanadensiskt statsföretag (Crown corporation) som ägs av provinsen Ontario. Huvudkontoret ligger i Toronto.
OPG står för mer än hälften av elproduktionen i Ontario. Företaget bildades 1999 efter en uppdelning och privatisering av det tidigare Ontario Hydro.